# Игнатий Неокесарийски
Игнатий (на гръцки: Ιγνάτιος, Игнатиос) е православен духовник, митрополит на Цариградската патриаршия.

## Биография
Игнатий става духовник и около 1750 година е ръкоположен за епископ на Поленинската и Вардарска епархия. През ноември 1773 година е избран за неокесарийски митрополит. На 29 април 1793 година подава оставка „поради дълбоката старост и телесната болест, която го приближава“. Умира около 1794 година.